# Rue Aristide-Maillol
Pour l’article homonyme, voir Rue Aristide-Maillol (Toulouse).
La rue Aristide-Maillol est une voie du 15e arrondissement de Paris, en France.

## Situation et accès
La rue Aristide-Maillol est une voie publique située dans le 15e arrondissement de Paris. Elle débute au 109, rue Falguière et se termine au 2, rue Georges-Leclanché.

## Origine du nom

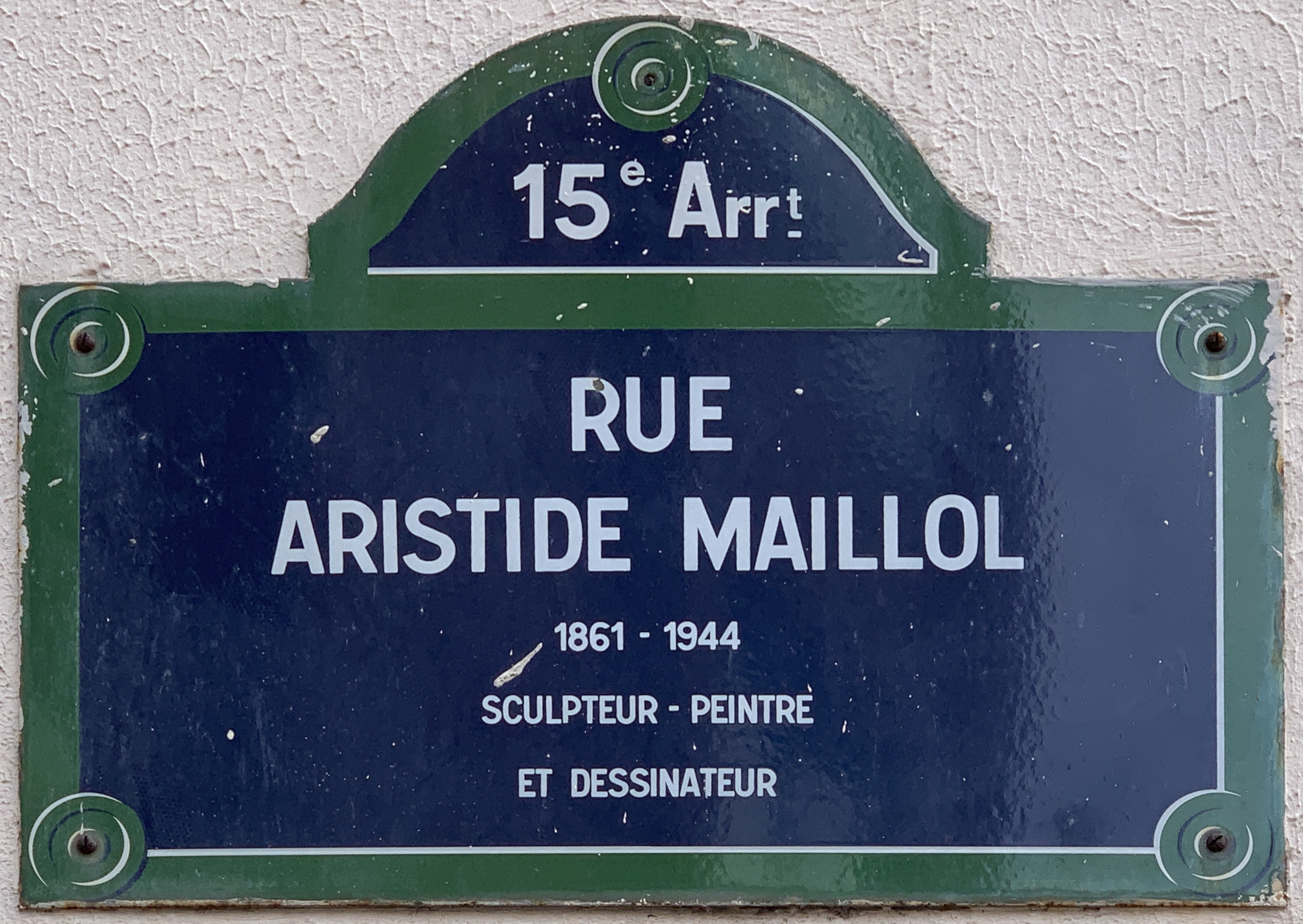
Plaque de la rue.

Elle porte le nom d'Aristide Maillol (1861-1944), artiste français.

## Historique
Cette voie, créée dans le cadre de l'aménagement de la ZAC Gare de Vaugirard et qui avait été provisoirement dénommée « AT/15 », prend son nom actuel le 26 novembre 1984.